# Nikopol (stacja kolejowa)
Nikopol (ukr: Станція Нікополь) – stacja kolejowa w Nikopolu, w obwodzie dniepropetrowskim, na Ukrainie. Jest częścią administracji Kolei Naddnieprzańskiej. Znajduje się na linii Apostołowo – Zaporoże, między stacjami Nikopolbud (10 km) i Marganec (20 km).
W roku 1948, stacja została zelektryfikowana napięciem prądu stałego (3 kV).
W budynku stacyjnym znajduje się poczekalnia, kasy biletowe i przechowalnia bagażu.

## Linie kolejowe
- Linia Apostołowo – Zaporoże